# Дюшен, Дени Огюст
Дени Огюст Дюшен (фр. Denis Auguste Duchêne, 23 сентября 1862, Жюзенкур (Верхняя Марна) — 9 июня 1950, Биорель) — французский генерал.

## Биография
Родился в Верхней Марне 1862 году. Во время Первой мировой был произведен в бригадного генерала.
Затем в 1915 году произведен в генерал-майоры.
С 1916 командовал 10-м полком французской армии до 1917.
А с 1917 по 1918 командовал 6-й армией, с которой участвовал в Третьей битве при Эне.
В 1918 был освобожден от командования французским премьер-министром Жоржем Клемансо и заменён на дивизионного генерала Жана-Мари-Жозефа Дегутта.
1924 году ушел в отставку, а в 1950 скончался в Биореле